# Злобино (Чувашия)
Зло́бино (чув. Злобино) — село Алатырского района Чувашской Республики. Относится к Кувакинскому сельскому поселению.

## Географическое положение
Село расположено в 25 км к северу от районного центра, Алатыря. Ближайшая железнодорожная станция Алатырь расположена там же. Село располагается на правом берегу реки Ичикса. Административный центр поселения, Кувакино, находится в 2 км к востоку.

## История
Село (до 1917 года — сельцо) Злобино основано на земле, которую в 1673 году получил И. И. Злобин. Исторически именовалось также Пустошь Кученяева и Кученяево Злобино. Жители были русскими, до 1861 года — крестьянами помещиков Злобиных и Новосельцевых.
В 1780 году, при создании Симбирского наместничества, сельцо Злобино, помещичьих крестьян,  вошло в состав Алатырского уезда. С 1796 года — в Симбирской губернии.
В 1859 году сельцо Злобино, по левую сторону Курмышского почтового тракта, находилось в 1-м стане Алатырского уезда Симбирской губернии.
Согласно подворной переписи 1911 года, в сельце проживало 135 семей. Практиковались переделы земли по мужскому наличному населению. Имелось 98 взрослых лошадей и 19 жеребят, 127 коров и 73 телёнка (а также 89 единиц прочего КРС), 365 овец и коз, 126 свиней и 33 улья пчёл. Почва преобладала чернозёмная, сеяли озимую рожь и яровые овёс, чечевицу, лён и пшеницу. Сельскохозяйственных орудий не было. 64 мужчины и 4 женщины были чернорабочими, 19 мужчин занимались другими промыслами (плотники, пастухи, слесари и тому подобные), в основном за пределами уезда.
По состоянию на начало XX века в сельце были часовня, школа, три торговых заведения.
В 1930 году образован колхоз «Победа».

### Административная принадлежность
До 1927 года село входило в состав Кувакинской волости Алатырского уезда Симбирской губернии, было центром сельсовета в Алатырском районе с 1927 до 1935 года. В 1935 году вошло в Кувакинский район, после его упразднения в 1956 году вернулось в Алатырский район. С 1954 по 1965 год входило в Берёзово-Майданский сельсовет, затем — в Кувакинский.

## Население
| 2010 | 2012 |
| ---- | ---- |
| 85   | ↘83  |

Число дворов и жителей:
- 1780 год — 217[3].
- 1795 год — 70 дворов, 217 мужчин, 220 женщин.
- 1859 год — 68 дворов, 255 мужчин, 257 женщин[4].
- 1897 год — 105 дворов, 345 мужчин, 354 женщины.
- 1900 год —  в 89 дворах жило: 356 мужчин и 370 женщин[8];
- 1911 год — 135 хозяйств, 441 мужчина, 441 женщина, из них 146 грамотных и учащихся[5].
- 1926 год — 154 двора, 425 мужчин, 479 женщин.
- 1939 год — 336 мужчин, 408 женщин.
- 1979 год — 134 мужчины, 156 женщин.
- 2002 год — 75 дворов, 143 человека: 63 мужчины, 80 женщин, русские (94 %)[9].
- 2010 год — 50 частных домохозяйств, 85 человек: 41 мужчина, 44 женщины[2].